# Etdrick Bohannon
Etdrick Bohannon (San Bernardino, 29 maggio 1973) è un ex cestista statunitense, professionista nella NBA.

## Carriera

### High school e college
Dopo un quadriennio di high school nel Maine Central Institute, nella stagione 1992-93 ha giocato in NCAA negli Arizona Wildcats segnando 2,6 punti e 2,2 rimbalzi di media a partita in 8,3 minuti di media a partita; successivamente si è trasferito a Tennessee (3,9 punti e 4,2 rimbalzi di media in 13 minuti di media a partita), mentre dal 1995 al 1997 ha giocato ad Auburn University at Montgomery.

### Professionista
Viene scelto nel draft della CBA del 1997 dai Rockford Lightning; nel corso della stagione gioca però in NBA con gli Indiana Pacers, con cui disputa 5 partite per complessivi 11 minuti senza segnare alcun punto. Nel gennaio del 1999 firma un contratto con i Washington Wizards, con cui rimane fino al termine della stagione 1998-1999 giocando un totale di 4 minuti divisi in 2 partite. L'anno seguente dopo un periodo in CBA ai Fort Wayne Fury (con cui tiene una media di 10,7 rimbalzi catturati a partita, risultando essere il terzo miglior rimbalzista della CBA in stagione) gioca con i New York Knicks, con cui il 10 febbraio 2000 firma un contratto da dieci giorni; con la franchigia newyorkese disputa 2 partite per complessivi 13 minuti, nel corso dei quali segna anche i primi 3 punti in carriera nella NBA; nello stesso anno firma poi anche un contratto da dieci giorni anche con i Los Angeles Clippers, a partire dal 27 marzo 2000. Con la squadra californiana firma poi un secondo contratto da dieci giorni a partire dal 6 aprile, e disputa un totale di 11 partite nella NBA, con medie di 2,4 punti, 2,7 rimbalzi, 0,5 assist e 0,5 stoppate a partita in 10,3 minuti di media a gara. L'anno seguente dopo aver giocato 4 partite con i Los Angeles Stars nella ABA 2000 ha giocato 6 partite con i Cleveland Cavaliers, con 1,3 punti e 1,2 rimbalzi in 3,2 minuti di media a partita; successivamente finisce la stagione a Gijon, squadra del campionato spagnolo, con cui gioca 13 partite a 10,1 punti di media a gara. Gioca nel 2001-02 nella CBA ai Sioux Falls Skyforce. Ha giocato nella CBA anche con gli Yakima Sun Kings, per un breve periodo nel 2005.

## Statistiche

### College
| Anno      | Squadra          | PG | PT | MP   | TC%  | 3P% | TL%  | RP  | AP  | PRP | SP  | PP  |
| --------- | ---------------- | -- | -- | ---- | ---- | --- | ---- | --- | --- | --- | --- | --- |
| 1992-1993 | Arizona Wildcats | 24 | 0  | 8,5  | 44,2 | -   | 54,8 | 2,2 | 0,5 | 0,3 | 0,6 | 2,6 |
| 1994-1995 | Tenn. Volunteers | 14 | 4  | 13,0 | 33,3 | -   | 52,8 | 4,2 | 0,6 | 0,1 | 0,9 | 3,9 |
| Carriera  | Carriera         | 38 | 4  | 10,1 | 38,7 | -   | 53,7 | 2,9 | 0,6 | 0,3 | 0,7 | 3,1 |

### NBA

#### Regular Season
| Anno      | Squadra             | PG | PT | MP   | TC%  | 3P% | TL%  | RP  | AP  | PRP | SP  | PP  |
| --------- | ------------------- | -- | -- | ---- | ---- | --- | ---- | --- | --- | --- | --- | --- |
| 1997-1998 | Indiana Pacers      | 5  | 0  | 2,2  | 0,0  | -   | -    | 1,2 | 0,2 | 0,0 | 0,4 | 0,0 |
| 1998-1999 | Wash. Wizards       | 2  | 0  | 2,0  | -    | -   | -    | 0,0 | 0,0 | 0,0 | 0,0 | 0,0 |
| 1999-2000 | N.Y. Knicks         | 2  | 0  | 2,5  | -    | -   | 75,0 | 0,5 | 0,0 | 0,0 | 0,0 | 1,5 |
| 1999-2000 | L.A. Clippers       | 11 | 0  | 10,3 | 53,8 | -   | 60,0 | 2,7 | 0,5 | 0,2 | 0,5 | 2,4 |
| 2000-2001 | Cleveland Cavaliers | 6  | 0  | 3,2  | 50,0 | -   | 100  | 1,2 | 0,0 | 0,0 | 0,3 | 1,3 |
| Carriera  | Carriera            | 26 | 0  | 5,8  | 42,9 | -   | 67,9 | 1,7 | 0,2 | 0,1 | 0,4 | 1,4 |